# Павао Драгичевич
Павао Драгичевич (на хърватски: Pavao Dragičević) е хърватски римокатолически духовник, титулярен дионски епископ, апостолически викарий на Босненския викариат в Османската империя в средата на XVIII век.

## Биография
Павао Драгичевич е роден в 1694 година в село Тешило, край Фойница в Османската империя. Учи в Италия. Влиза във Францисканския орден. След смъртта на първия босненски викарий Мато Делвич, задарският архиепископ Вицко Змаевич предлага на Конгрегацията за разпространение на вярата Драгичевич като негов наследник. Предложението е уважено от конгрегацията и на 15 декември 1740 година папа Бенедикт XIV го назначава за титулярен дионски епископ и за апостолически викарий на Босна. Ръкоположен е за епископ на 29 юни 1741 година от архиепископ Вицко Змаевич в Задар.
При управлението си епископ Драгичевич редовно обикаля енориите на викариата си, като среща големи трудности. След победата на Османската империя в битката при Баня Лука в 1737 година, босненските мюсюлмани стават значително по-малко толерантни към християнските си съседи и зулумите стават ежедневие. От друга страна Вселенската патриаршия и босненските православни владици се опитват да разпрострат юрисдикцията си над католиците и създават по-големи проблеми на епископ Драгичевич от мюсюлманите. В 1743 година епископ Драгичевич е затворен във Фойница.
Още в началото на викариата си, около 1741 – 1743 година, епископ Драгичевич прави обширно преброяване на католическите домакинства в Босна и Херцеговина, което изпраща на задарския архиепископ. Статистиките му са запазени и представляват важен извор за демографията на Босна и Херцеговина през XVIII век.
В 1752 година епископ Драгичевич иска от Светия престол да Свети Илия да замени Свети Георги като светец покровител на Босненското кралство и папата го прави с документ от 26 август 1752 година. Причината за това искане на епископ Драгичевич вероятно е значението, което отдават на Пророк Илия и другите религиозни групи в Босна – православните и мюсюлманите.
Поради големите трудност, редовните заплахи за живота му и тежка болест, на 30 юни 1766 година Драгичевич подава оставката си пред Светия престол, като същевременно предлага за свой заместник Боно Бенич. Оставката му е приета и Бенич е назначен за либестрински епископ и викарий на Босна. Той обаче отказва да приеме длъжността и Конгрегацията назначава Мариян Богданович.
След оставката си епископ Драгичевич се оттегля във Францисканския манастир във Фойница. Когато в 1772 година умира Мариян Богданович, макар и болен и на легло Драгичевич отново поема управлението на апостолическия викариат, до назначаването на нов епископ.
Павао Драгичевич умира на 14 февруари 1773 година. Погребан е във францисканската църква във Фойница.